# Umm al-Qasab
Umm al-Qasab (tiếng tiếng Thổ Nhĩ Kỳ: Umulkasab, tiếng Ả Rập: أم القصب, đã Latinh hoá: Umm al-Kāsāb, cũng đánh vần là Umm al-Kasab) là một ngôi làng ở phía bắc Syria nằm về phía tây bắc của Homs ở tỉnh Homs. Theo Cục Thống kê Trung ương Syria, Umm al-Qasab có dân số 904 trong cuộc điều tra dân số năm 2004. Cư dân của nó chủ yếu là người Turkmen.